# Bornholms Amt

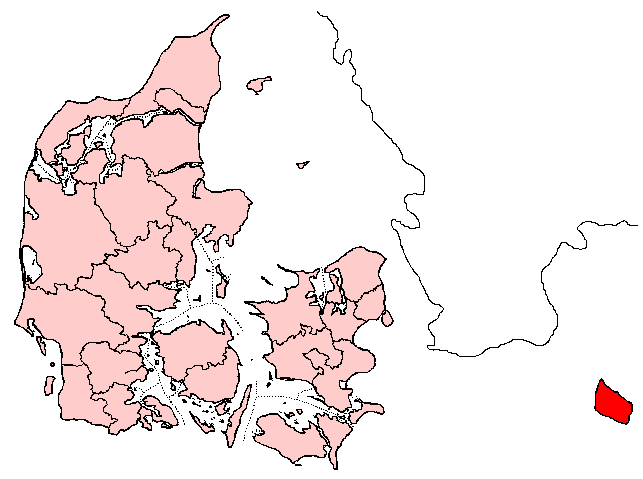
Lage von Bornholms Amt in Dänemark

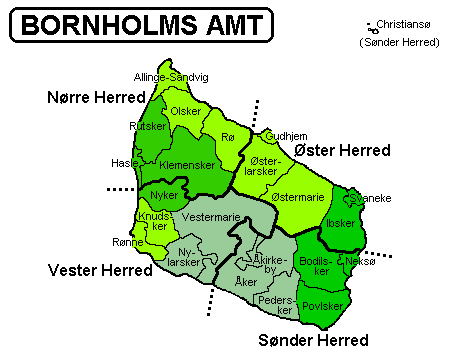
Bornholms 22 Städte und Landgemeinden (vor 1970) in vier Harden. In unterschiedlichen Grüntönen sind die fünf 1970 gebildeten Kommunen gekennzeichnet.

Bornholms Amt wurde 1662 anstelle des Lehens Hammershus eingerichtet und war bis Ende 2002 ein Amtsbezirk in Dänemark. Er umfasste die Insel Bornholm und die im Nordosten vorgelagerte Inselgruppe Ertholmene. Sitz der Verwaltung war Rønne. Aufgrund seiner abgeschiedenen Lage blieb Bornholm als einziger Amtsbezirk fast 350 Jahre lang von allen Gebietsreformen unberührt.
Bis Anfang des 20. Jahrhunderts gliederte sich die Insel in vier Harden (dän. herred):
- Nørre Herred (Norderharde)
- Sønder Herred (Süderharde)
- Vester Herred (Westerharde)
- Øster Herred (Osterharde)

Bis 1970 unterlagen die sechs bornholmischen Städte mit Stadtrecht (dän. købstad) der Amtsbezirksverwaltung, im Unterschied zum Rest des Landes, wo Städte mit Stadtrecht direkt vom Innenministerium beaufsichtigt wurden.
1970 wurden auf Bornholm folgende Kommunen gebildet:
- Allinge-Gudhjem Kommune
- Hasle Kommune
- Neksø Kommune
- Rønne Kommune
- Åkirkeby Kommune

## Auflösung 2003
Am 1. Januar 2003 wurde das Bornholms Amt bei der großen Kommunalreform 2006 mit den fünf Kommunen seines Amtsgebietes zur neuen Gebietskörperschaft Bornholms Regionskommune verschmolzen. Diese Fusion war Ergebnis einer Volksabstimmung am 29. Mai 2001. Die Regionskommune vereinigte Amts- und Kommunalebene und glich darin den amtsbezirksfreien Städten Kopenhagen und Frederiksberg. Seit 2007 gehört Bornholm wie Kopenhagen und Frederiksberg zur Region Hovedstaden. Hiervon ausgenommen sind die Ertholmene, die keiner Region und keiner Kommune zugehören und direkt vom Verteidigungsministerium verwaltet werden.

## Amtmänner (Landräte)
- 1787–1801 Christen Heiberg
- 1804–1809 Frederik Thaarup
- 1866–1871 Emil Vedel
- 1871–1894 Peter Holten
- 1961–1985 Niels Elkær-Hansen
- 1985–1997 Johan Erichsen
- 1997–2005 Jørgen Varder